# Henk Schaminée
Hendrikus Egbertus Maria (Henk) Schaminée (Elst, 29 oktober 1905 – 7 april 1988) was een Nederlands burgemeester.
Hij werd geboren als zoon van Egbertus Schaminée (1873-1953; kleermaker) en Theodora Catharina van Aelst (1876-1944). In 1923 ging hij werken bij de gemeente Bemmel en daarna maakte hij de overstap naar de gemeente Eibergen. In 1931 trad hij als tweede ambtenaar in dienst bij de gemeente Woubrugge. Nadat burgemeester-secretaris Jacob Eliza Boddens Hosang benoemd was tot burgemeester van Naarden werd die functie gesplitst waarbij Schaminée in januari 1935 benoemd werd tot gemeentesecretaris van Woubrugge. Vanaf maart 1946 was hij de burgemeester van Zevenbergen. In november 1970 ging Schaminée daar met pensioen en vanaf juli 1972 was hij nog enige tijd waarnemend burgemeester van Tubbergen. Schaminée overleed in 1988 op 82-jarige leeftijd.